# Infinite (Deep Purple)
Infinite, stilizzato come inFinite, è il ventesimo album in studio del gruppo musicale britannico Deep Purple, pubblicato il 7 aprile 2017.

## Brani
Il disco è composto da nove tracce inedite più una cover di Roadhouse Blues dei The Doors.

## Storia
Infinite è stato anticipato dal singolo Time for Bedlam diffuso su YouTube nel dicembre 2016 e uscito ufficialmente il 3 febbraio 2017 del quale è stato pubblicato un EP in edizione limitata contenente 4 tracce; l'album è stato pubblicato nei seguenti formati, edizione standard contenente il disco singolo, deluxe contenente il CD e un DVD che include il documentario From Here to Infinite dalla durata di oltre 90 minuti, vinile e un box formato da 5 LP.
Al disco segue la tournée The Long Goodbye Tour; questo tour, in precedenza, doveva essere l'ultimo dei Deep Purple, in seguito il gruppo cambiò idea e decise di proseguire la propria carriera pubblicando, tre anni dopo, il ventunesimo album in studio Whoosh!.

## Copertina
In copertina è raffigurata una nave rompighiaccio che percorre una parte di oceano ghiacciato dove tra gli iceberg lascia una traccia delle due iniziali del nome del gruppo Deep Purple, "d" e "p" formando il simbolo di infinito "∞".

## Titolo
Ian Gillan, sul titolo dell'album ha commentato dicendo:

## Tracce
Testi e musiche di Don Airey, Ian Gillan, Roger Glover, Steve Morse, Ian Paice e Bob Ezrin, eccetto dove indicato.
1. Time for Bedlam – 4:35
2. Hip Boots – 3:23
3. All I Got Is You – 4:42
4. One Night in Vegas – 3:23
5. Get Me Outta Here – 3:58
6. The Surprising – 5:57
7. Johnny's Band – 3:51
8. On Top of the World – 4:01
9. Birds of Prey – 5:47
10. Roadhouse Blues – 6:00 (John Densmore, Robby Krieger, Ray Manzarek, Jim Morrison)

### Edizione deluxe: Infinite Gold Edition
Il 17 novembre 2017 è uscita una nuova edizione dell'album che include un secondo disco bonus Live At Hellfest 2017.
Disco 1
Il primo disco è l'album originale Infinite
Disco 2
Live At Hellfest 2017
1. Time For Bedlam - 4:59
2. Fireball - 3:26
3. Bloodsucker - 4:11
4. Strange Kind Of Woman - 7:41
5. Uncommon Man - 6:40
6. The Surprising - 6:01
7. Lazy - 7:47
8. Birds Of Prey - 5:47
9. Perfect Strangers - 7:10
10. Space Truckin’ - 5:02
11. Smoke On The Water - 6:40
12. Peter Gunn/Hush - 7:40
13. Black Night - 7:25

Durata totale: 80:36

## Formazione
- Ian Paice – batteria
- Ian Gillan – voce
- Roger Glover – basso
- Steve Morse – chitarra
- Don Airey – tastiere

## Classifiche
| Classifica (2017)          | Posizione massima |
| -------------------------- | ----------------- |
| Australia                  | 20                |
| Austria                    | 4                 |
| Belgio (Fiandre)           | 7                 |
| Belgio (Vallonia)          | 5                 |
| Canada                     | 49                |
| Finlandia                  | 4                 |
| Francia                    | 10                |
| Germania                   | 1                 |
| Giappone                   | 13                |
| Italia                     | 3                 |
| Norvegia                   | 3                 |
| Paesi Bassi                | 6                 |
| Polonia                    | 2                 |
| Portogallo                 | 20                |
| Regno Unito                | 6                 |
| Regno Unito (rock & metal) | 1                 |
| Repubblica Ceca            | 2                 |
| Scozia                     | 4                 |
| Spagna                     | 10                |
| Stati Uniti                | 105               |
| Stati Uniti (independent)  | 10                |
| Stati Uniti (hard rock)    | 6                 |
| Stati Uniti (rock)         | 16                |
| Stati Uniti (tastemaker)   | 7                 |
| Svezia                     | 5                 |
| Svizzera                   | 1                 |
| Ungheria                   | 3                 |